# Lista de prêmios e indicações recebidos por Charlie Brown Jr.
Este artigo traz uma lista de prêmios e indicações recebidos pela banda brasileira de rock Charlie Brown Jr..
Entre os prêmios recebidos, os mais importantes são 2 Grammys Latinos.

## MTV Video Music Brasil (VMB)
| Ano  | Prêmio                      | Single/Canção                                             | Indicação                                         | Notas                                             | Resultado | Ref.   |
| ---- | --------------------------- | --------------------------------------------------------- | ------------------------------------------------- | ------------------------------------------------- | --------- | ------ |
| 1998 | MTV Video Music Brasil 1998 | Proibida pra Mim (Grazon)                                 | "Melhor Videoclipe do Ano (Escolha da Audiência)" |                                                   | Indicado  | [ 1 ]  |
| 1998 | MTV Video Music Brasil 1998 | Proibida pra Mim (Grazon)                                 | "Melhor Videoclipe de Banda/Artista Revelação"    |                                                   | Venceu    | [ 2 ]  |
| 1999 | MTV Video Music Brasil 1999 | Zóio de Lula                                              | "Melhor Videoclipe do Ano (Escolha da Audiência)" |                                                   | Indicado  | [ 3 ]  |
| 1999 | MTV Video Music Brasil 1999 | Zóio de Lula                                              | "Melhor Videoclipe de Rock"                       |                                                   | Indicado  | [ 3 ]  |
| 2000 | MTV Video Music Brasil 2000 | Confisco                                                  | "Melhor Videoclipe do Ano (Escolha da Audiência)" |                                                   | Indicado  | [ 3 ]  |
| 2000 | MTV Video Music Brasil 2000 | Não Deixe o Mar Te Engolir                                | "Melhor Videoclipe de Rock"                       |                                                   | Indicado  | [ 4 ]  |
| 2000 | MTV Video Music Brasil 2000 | Não Deixe o Mar Te Engolir                                | "Melhor Animação em Videoclipe"                   | Diretor de animação: Paolo Conti                  | Indicado  | [ 4 ]  |
| 2001 | MTV Video Music Brasil 2001 | Não é Sério                                               | Melhor Fotografia em Videoclipe                   | Diretor de fotografia: Jacques Cheuiche           | Indicado  | [ 5 ]  |
| 2001 | MTV Video Music Brasil 2001 | Rubão, o Dono do Mundo                                    | "Videoclipe do Ano"                               |                                                   | Indicado  | [ 5 ]  |
| 2001 | MTV Video Music Brasil 2001 | Rubão, o Dono do Mundo                                    | "Videoclipe do Ano (Escolha da Audiência)"        |                                                   | Venceu    | [ 5 ]  |
| 2001 | MTV Video Music Brasil 2001 | Rubão, o Dono do Mundo                                    | "Melhor Videoclipe de Rock"                       |                                                   | Venceu    | [ 5 ]  |
| 2001 | MTV Video Music Brasil 2001 | Rubão, o Dono do Mundo                                    | "Melhor Direção em Videoclipe"                    | Diretores: Chico Abreia/Caio Abreia/Manitou Felip | Indicado  | [ 5 ]  |
| 2001 | MTV Video Music Brasil 2001 | Rubão, o Dono do Mundo                                    | "Melhor Edição em Videoclipe"                     | Editor: Marcelo Moraes                            | Indicado  | [ 5 ]  |
| 2002 | MTV Video Music Brasil 2002 | Hoje Eu Acordei Feliz                                     | Videoclipe do Ano                                 | Diretor: André Abujamra                           | Indicado  | [ 6 ]  |
| 2002 | MTV Video Music Brasil 2002 | Hoje Eu Acordei Feliz                                     | Videoclipe do Ano (Escolha da Audiência)          |                                                   | Indicado  | [ 6 ]  |
| 2002 | MTV Video Music Brasil 2002 | Hoje Eu Acordei Feliz                                     | Melhor Videoclipe de Rock                         |                                                   | Indicado  | [ 6 ]  |
| 2002 | MTV Video Music Brasil 2002 | Hoje Eu Acordei Feliz                                     | Melhor Direção em Videoclipe                      | Diretor: André Abujamra                           | Indicado  | [ 6 ]  |
| 2002 | MTV Video Music Brasil 2002 | Hoje Eu Acordei Feliz                                     | Melhor Direção de Arte em Videoclipe              | Diretor de arte: Beto Grimaldi                    | Indicado  | [ 6 ]  |
| 2003 | MTV Video Music Brasil 2003 | Só Por Uma Noite                                          | Videoclipe do Ano                                 |                                                   | Indicado  | [ 7 ]  |
| 2003 | MTV Video Music Brasil 2003 | Só Por Uma Noite                                          | Melhor Videoclipe de Rock                         |                                                   | Venceu    | [ 7 ]  |
| 2003 | MTV Video Music Brasil 2003 | Só Por Uma Noite                                          | Melhor Direção em Videoclipe                      |                                                   | Indicado  | [ 7 ]  |
| 2003 | MTV Video Music Brasil 2003 | Papo Reto (Prazer é Sexo, o Resto é Negócio)              | "Videoclipe do Ano (Escolha da Audiência)"        |                                                   | Venceu    | [ 7 ]  |
| 2004 | MTV Video Music Brasil 2004 | Vícios e Virtudes                                         | "Videoclipe do Ano (Escolha da Audiência)"        |                                                   | Indicado  | [ 8 ]  |
| 2005 | MTV Video Music Brasil 2005 | Champanhe e Água Benta                                    | "Videoclipe do Ano (Escolha da Audiência)"        |                                                   | Indicado  | [ 9 ]  |
| 2005 | MTV Video Music Brasil 2005 | Champanhe e Água Benta                                    | "Melhor videoclipe de rock"                       |                                                   | Indicado  | [ 9 ]  |
| 2005 | MTV Video Music Brasil 2005 | Champanhe e Água Benta                                    | "Melhor Direção"                                  | Diretores: Roberto Oliveira e Alex Miranda        | Indicado  | [ 9 ]  |
| 2005 | MTV Video Music Brasil 2005 | Champanhe e Água Benta                                    | "Melhor Edição"                                   |                                                   | Indicado  | [ 9 ]  |
| 2006 | MTV Video Music Brasil 2006 | Ela Vai Voltar (Todos os Defeitos de uma Mulher Perfeita) | "Melhor Videoclipe (Escolha da Audiência)"        |                                                   | Indicado  | [ 10 ] |
| 2006 | MTV Video Music Brasil 2006 | Ela Vai Voltar (Todos os Defeitos de uma Mulher Perfeita) | "Melhor Videoclipe de Rock"                       |                                                   | Indicado  | [ 10 ] |
| 2006 | MTV Video Music Brasil 2006 | Ela Vai Voltar (Todos os Defeitos de uma Mulher Perfeita) | "Melhor Direção de Videoclipe"                    | Diretor: Leonardo Domingues                       | Indicado  | [ 10 ] |
| 2006 | MTV Video Music Brasil 2006 | Ela Vai Voltar (Todos os Defeitos de uma Mulher Perfeita) | "Melhor Direção de Arte"                          |                                                   | Indicado  | [ 10 ] |
| 2006 | MTV Video Music Brasil 2006 |                                                           | "Melhor website"                                  |                                                   | Indicado  | [ 10 ] |
| 2007 | MTV Video Music Brasil 2007 |                                                           | "Artista/Banda do Ano"                            |                                                   | Indicado  | [ 11 ] |
| 2007 | MTV Video Music Brasil 2007 | Não Viva em Vão                                           | "Videoclipe do Ano"                               |                                                   | Indicado  | [ 11 ] |
| 2008 | MTV Video Music Brasil 2008 |                                                           | "Artista/Banda do Ano"                            |                                                   | Indicado  | [ 12 ] |
| 2008 | MTV Video Music Brasil 2008 | Pontes Indestrutíveis                                     | Hit do Ano                                        |                                                   | Indicado  | [ 12 ] |
| 2008 | MTV Video Music Brasil 2008 | Pontes Indestrutíveis                                     | Videoclipe do Ano                                 | Diretores: Ludimilla Rossi/Matheus Ruas           | Indicado  | [ 12 ] |

## Prêmio Multishow de Música Brasileira
| Ano  | Prêmio                                     | Canção/Álbum/Turnê         | Indicação                 | Notas | Resultado | Ref.          |
| ---- | ------------------------------------------ | -------------------------- | ------------------------- | ----- | --------- | ------------- |
| 1998 | Prêmio Multishow de Música Brasileira 1998 | Proibida pra Mim (Grazon)  | "Melhor Música"           |       | Indicado  |               |
| 1998 | Prêmio Multishow de Música Brasileira 1998 | Proibida pra Mim (Grazon)  | "Melhor Clipe"            |       | Indicado  |               |
| 1998 | Prêmio Multishow de Música Brasileira 1998 |                            | "Artista/Banda Revelação" |       | Indicado  |               |
| 2000 | Prêmio Multishow de Música Brasileira 2000 |                            | "Melhor Show"             |       | Indicado  |               |
| 2000 | Prêmio Multishow de Música Brasileira 2000 | Preço Curto... Prazo Longo | "Melhor CD"               |       | Indicado  |               |
| 2001 | Prêmio Multishow de Música Brasileira 2001 |                            | "Melhor Show"             |       | Indicado  |               |
| 2001 | Prêmio Multishow de Música Brasileira 2001 | Nadando com os Tubarões    | "Melhor CD"               |       | Indicado  |               |
| 2001 | Prêmio Multishow de Música Brasileira 2001 | Rubão, o Dono do Mundo     | "Melhor Clipe"            |       | Indicado  |               |
| 2004 | Prêmio Multishow de Música Brasileira 2004 |                            | "Melhor Show"             |       | Indicado  |               |
| 2005 | Prêmio Multishow de Música Brasileira 2005 |                            | "Melhor Grupo"            |       | Indicado  |               |
| 2005 | Prêmio Multishow de Música Brasileira 2005 | Tamo Aí na Atividade       | "Melhor CD"               |       | Indicado  |               |
| 2005 | Prêmio Multishow de Música Brasileira 2005 |                            | "Melhor Show"             |       | Indicado  |               |
| 2006 | Prêmio Multishow de Música Brasileira 2006 | Imunidade Musical          | "Melhor CD"               |       | Indicado  |               |
| 2007 | Prêmio Multishow de Música Brasileira 2007 | Senhor do Tempo            | "Canção do Ano"           |       | Venceu    | [ 13 ] [ 14 ] |
| 2008 | Prêmio Multishow de Música Brasileira 2008 | Pontes Indestrutíveis      | "Melhor Videoclipe"       |       | Venceu    | [ 15 ]        |
| 2008 | Prêmio Multishow de Música Brasileira 2008 |                            | "Melhor Grupo Musical"    |       | Indicado  | [ 15 ]        |
| 2008 | Prêmio Multishow de Música Brasileira 2008 | Ritmo, Ritual e Responsa   | "Melhor Show"             |       | Indicado  | [ 15 ]        |
| 2011 | Prêmio Multishow de Música Brasileira 2011 | Só os Loucos Sabem         | "Melhor Videoclipe"       |       | Indicado  | [ 16 ]        |

## Grammy Latino
| Ano  | Prêmio                | Álbum/Single                       | Indicação                                        | Resultado | Ref.          |
| ---- | --------------------- | ---------------------------------- | ------------------------------------------------ | --------- | ------------- |
| 2001 | Grammy Latino de 2001 | Nadando com os Tubarões            | Grammy Latino de Melhor Álbum de Rock Brasileiro | Indicado  | [ 17 ]        |
| 2005 | Grammy Latino de 2005 | Tamo aí na Atividade               | Grammy Latino de Melhor Álbum de Rock Brasileiro | Venceu    | [ 18 ]        |
| 2010 | Grammy Latino de 2010 | Camisa 10 (Joga Bola até na Chuva) | Grammy Latino de Melhor Álbum de Rock Brasileiro | Venceu    | [ 18 ]        |
| 2014 | Grammy Latino de 2014 | La Família 013                     | Grammy Latino de Melhor Álbum de Rock Brasileiro | Indicado  | [ 19 ] [ 20 ] |

## Outros

### Álbuns
| Ano  | Trabalho       | Prêmio                            | Categoria                          | Resultado | Ref.   |
| ---- | -------------- | --------------------------------- | ---------------------------------- | --------- | ------ |
| 2013 | La Família 013 | Melhores Álbuns de 2013: Site UOL | "Melhor Álbum de Rock Nacional"    | Incluído  | [ 21 ] |
| 2013 | La Família 013 | Revista Rolling Stone Brasil      | "Melhores Discos Nacionais do ano" | Incluído  | [ 22 ] |
| 2014 | La Família 013 | Prêmio Rock Show                  | Disco do Ano                       | Venceu    |        |

### Singles Premiados
| Ano  | Prêmio                                       | Indicação                           | Trabalho                   | Resultado | Ref.   |
| ---- | -------------------------------------------- | ----------------------------------- | -------------------------- | --------- | ------ |
| 2006 | Meus Prêmios Nick (MPN)                      | Música do Ano                       | Ela Vai Voltar             | Indicado  |        |
| 2006 | Meus Prêmios Nick (MPN)                      | Videoclip Favorito                  | Ela Vai Voltar             | Venceu    |        |
| 2013 | Melhores do Ano Revista Rolling Stone Brasil | Melhores Músicas Nacionais          | Um Dia A Gente Se Encontra | Indicado  | [ 23 ] |
| 2013 | Meus Prêmios Nick (MPN)                      | Música do Ano                       | Meu Novo Mundo             | Indicado  | [ 24 ] |
| 2013 | Revista Rolling Stone Brasil                 | "Melhores Músicas Nacionais do ano" | Um Dia A Gente Se Encontra | Incluído  | [ 23 ] |

### Prêmio à Banda
| Ano  | Prêmio                   | Indicação      | Resultado | Ref.          |
| ---- | ------------------------ | -------------- | --------- | ------------- |
| 2003 | Meus Prêmios Nick (MPN)  | Banda Favorita | Venceu    |               |
| 2006 | Meus Prêmios Nick (MPN)  | Banda Favorita | Indicado  |               |
| 2010 | Prêmio Rock Show         | Banda do ano   | Venceu    |               |
| 2011 | Festa Nacional da Música | Homenagem      | Venceu    | [ 25 ] [ 26 ] |
| 2012 | Meus Prêmios Nick (MPN)  | Banda Favorita | Indicado  |               |
| 2013 | Prêmio Rock Show         | Homenagem      | Venceu    | [ 27 ]        |

## Prêmios Individuais dos Músicos

### Chorão
| Ano  | Prêmio                                     | Indicação              | Resultado | Ref.          |
| ---- | ------------------------------------------ | ---------------------- | --------- | ------------- |
| 2003 | Meus Prêmios Nick (MPN)                    | Cantor do Ano          | Venceu    |               |
| 2006 | Meus Prêmios Nick (MPN)                    | Cantor do Ano          | Indicado  |               |
| 2008 | Prêmio Multishow de Música Brasileira 2008 | "Melhor Cantor do Ano" | Indicado  | [ 28 ] [ 29 ] |
| 2011 | Meus Prêmios Nick (MPN)                    | Cantor Favorito        | Indicado  |               |

### Champignon
| Ano  | Prêmio                                     | Indicação                    | Notas                                               | Resultado | Ref.          |
| ---- | ------------------------------------------ | ---------------------------- | --------------------------------------------------- | --------- | ------------- |
| 2004 | Troféu Rádio Rock de 2003                  | Melhor baixista nacional     |                                                     | Venceu    | [ 30 ]        |
| 2004 | Prêmio Multishow de Música Brasileira 2004 | Melhor instrumentista do ano |                                                     | Venceu    | [ 31 ] [ 32 ] |
| 2007 | Prêmio Multishow de Música Brasileira 2007 | Melhor instrumentista do ano | Na época, como integrante da banda Revolucionnarios | Venceu    | [ 33 ]        |
| 2005 | Prêmio Banda dos Sonhos VMB MTV            | Melhor contra-baixista       | Após sair da banda Charlie Brown Jr.                | Venceu    | [ 34 ]        |
| 2006 | Prêmio Banda dos Sonhos VMB MTV            | Melhor contra-baixista       | Na época, como integrante da banda Revolucionnarios | Venceu    | [ 35 ]        |
| 2007 | Prêmio Banda dos Sonhos VMB MTV            | Melhor contra-baixista       | Na época, como integrante da banda Revolucionnarios | Venceu    | [ 36 ]        |

### Thiago Castanho
| Ano  | Prêmio                                     | Indicação                      | Notas | Resultado | Ref. |
| ---- | ------------------------------------------ | ------------------------------ | ----- | --------- | ---- |
| 2007 | Prêmio Multishow de Música Brasileira 2007 | "Melhor Instrumentista do Ano" |       | Indicado  |      |

### Bruno Graveto
| Ano  | Prêmio                                     | Indicação                            | Notas | Resultado | Ref.   |
| ---- | ------------------------------------------ | ------------------------------------ | ----- | --------- | ------ |
| 2011 | Prêmio Multishow de Música Brasileira 2011 | "Melhor Instrumentista do Ano"       |       | Indicado  | [ 37 ] |
| 2012 | Prêmio Rock Show                           | Instrumentista do ano (Juri popular) |       | Indicado  |        |